# Mastodon
Mastodon es una banda estadounidense de metal progresivo fundada el 13 de enero de 1999 por los guitarristas Brent Hinds y Bill Kelliher, el batería Brann Dailor y el bajista Troy Sanders en Atlanta. Aunque comenzaron como quinteto, con el vocalista Eric Saner, la banda se caracteriza por ser un cuarteto en el que los miembros comparten las labores vocales en los distintos temas. Con la excepción de su álbum debut, Remission, todos los trabajos de la banda han entrado en el Billboard 200; a destacar los top 10 alcanzados por The Hunter y Once More 'Round the Sun.
A lo largo de su carrera, Mastodon ha lanzado siete álbumes de estudio, dos recopilatorios y dos en directo. La banda también ha conseguido un premio Grammy en la categoría de mejor interpretación de metal por la canción «Sultan's Curse».

## Historia

### Formación yRemission(2000-2003)
Mastodon se formó el 13 de enero del año 2000, después de que el batería Brann Dailor y el guitarrista Bill Kelliher se trasladaran a Atlanta desde Victor (Nueva York) y conocieran al bajista Troy Sanders y al guitarrista Brent Hinds en un concierto de High on Fire. Los cuatro eran aficionados del sonido sludge que practicaban bandas como Melvins y Neurosis y del grupo de hard rock Thin Lizzy, así que poco después formaron Mastodon.
La banda grabó un demo en el 2000 con el vocalista Eric Saner. Éste dejó el grupo poco después por motivos personales. Después de grabar otro demo de cuatro canciones, publicado por Reptilian Records, Mastodon consiguió un contrato discográfico con Relapse Records en 2001. Ese año lanzaron el EP, Lifesblood y un año más tarde su álbum debut; Remission, que contiene los sencillos «March of the Fire Ants» y «Crusher Destroyer» (incluido en el videojuego Tony Hawk's Underground).

### Leviathan(2004-2005)
Su segundo álbum de larga duración fue Leviathan, publicado en agosto de 2004. Es un álbum conceptual basado en la novela Moby-Dick de Herman Melville. Con el lanzamiento de Leviathan, la banda recibió elogios por parte de la crítica y las revistas Kerrang! y Terrorizer lo eligieron como el mejor álbum del año. «Blood and Thunder», que cuenta con la voz de Neil Fallon de Clutch, fue escogida por la National Public Radio como una de las grabaciones más importantes del año, además, la misma publicación describió el álbum como «un resumen de una década fenomenal para el metal».
Para promocionar el álbum, Mastodon realizó la gira The Unholy Alliance con Slayer y Slipknot y que recorrió Norteamérica y Europa.
«Blood and Thunder» se incluyó en los videojuegos Need for Speed: Most Wanted, Project Gotham Racing 3, Saints Row, Guitar Hero: Metallica y Rock Band 3.
En 2006 publicaron el recopilatorio Call of the Mastodon, que incluye las canciones de su primer demo y el DVD The Workhorse Chronicles: The Early Years 2000-2005, con entrevistas y actuaciones en directo. Estos serían los últimos lanzamientos de la banda con Relapse Records, ya que poco después firmaría un contrato Reprise Records, filial de Warner Bros. Mastodon también grabó una versión del tema de Metallica «Orion» para un álbum publicado por Kerrang! como tributo por el vigésimo aniversario de Master of Puppets.

### Blood Mountain(2006-2008)

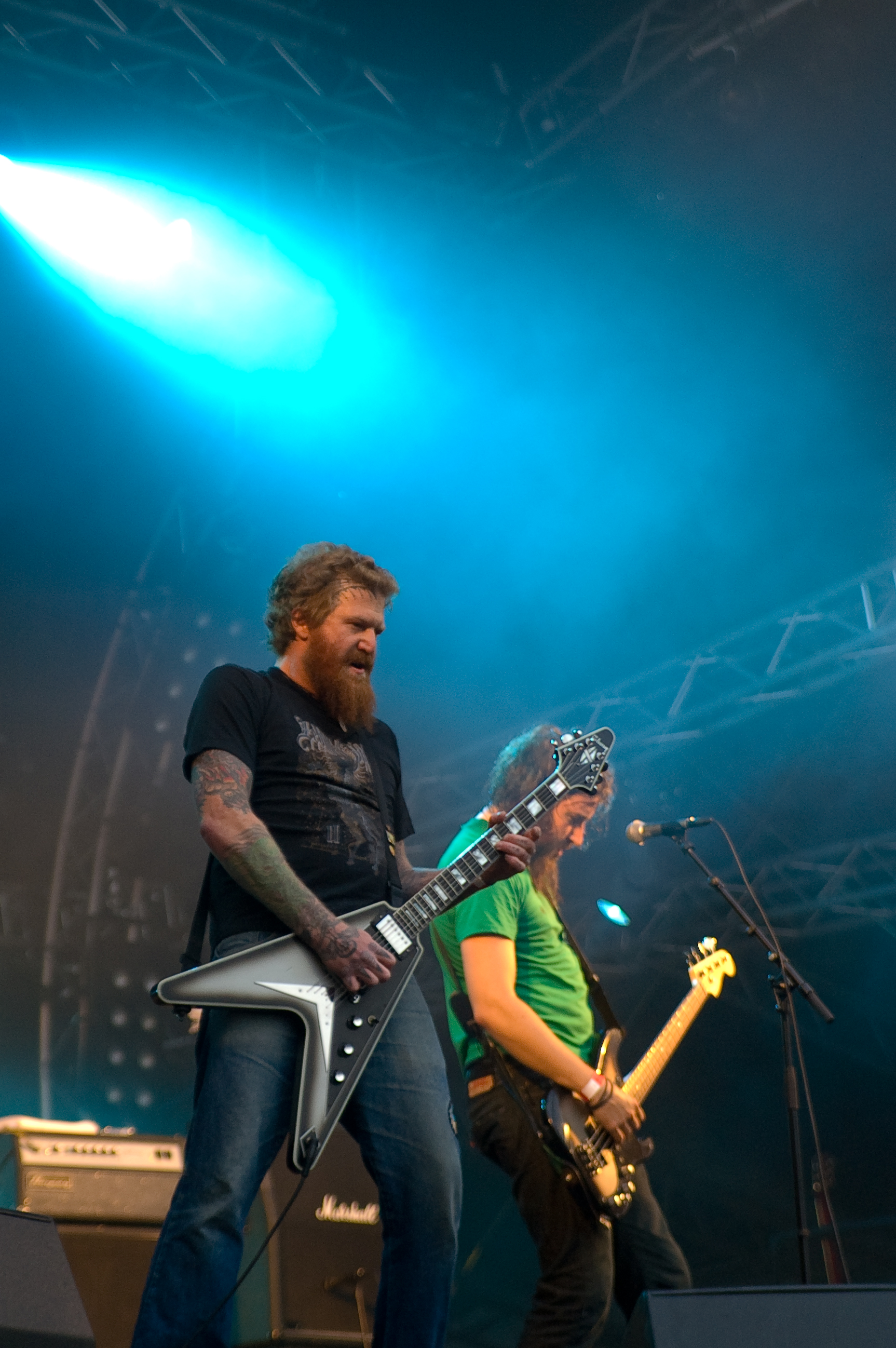
Hinds y Sanders actuando en Finlandia en 2007.

El 12 de septiembre de 2006 publicaron su tercer álbum de estudio, Blood Mountain. Antes de su lanzamiento, la banda participó en la gira norteamericana Unholy Alliance con Slayer, y más tarde en una gira europea con Tool. El vocalista de The Mars Volta Cedric Bixler-Zavala contribuyó en la canción «Siberian Divide», mientras que Josh Homme de Queens of the Stone Age participó en «Colony of Birchmen».
Mastodon interpretó «Colony of Birchmen» en el programa Late Night with Conan O'Brien de NBC, el 1 de noviembre de 2006. Esta sería su primera aparición en la televisión, ante una audiencia de más de dos millones de espectadores.
La revista Rolling Stone clasificó el primer sencillo, «Capillarian Crest», en el puesto veintisiete de las mejores canciones de 2006. Mientras que el álbum ocupó el noveno puesto en el ranking de mejores álbumes, publicado por la misma revista. Por su parte, Metal Hammer, lo nombró como el mejor álbum de 2006.
Blood Mountain fue su primer álbum en alcanzar el Top 50 en Estados Unidos (puesto treinta y dos) y en Reino Unido (puesto cuarenta y seis). Además «Colony of Birchmen» consiguió una nominación al premio Grammy en la categoría de mejor interpretación de metal.
En mayo de 2007, el grupo, junto a Against Me! y Cursive, realizó una gira por Norteamérica con Planes Mistaken for Stars y These Arms Are Snakes como teloneros. Una actuación en Milwaukee tuvo que ser cancelada debido a una enfermedad de Hinds. Tras la gira, participaron en el Hove Festival en Noruega y actuaron en los escenarios principales del Download Festival en Inglaterra y el Pitchfork Music Festival en la ciudad de Chicago. El 9 de septiembre interpretaron «Colony of Birchmen» con Josh Homme en la ceremonia de los MTV Video Music Awards. Tras la actuación Hinds sufrió una grave lesión en la cabeza. La web Blabbermouth desveló que el guitarrista había sido agredido en un robo, pero el informe policial reveló que un ebrio Hinds había comenzado una pelea con el bajista de System of a Down Shavo Odadjian y el vocalista William Hudson de la banda Achozen.
En 2008 la banda participó en la primera edición del festival itinerante Mayhem Festival, y de nuevo en el Unholy Alliance con bandas como Slayer, Trivium y Amon Amarth.
Al igual que sus antecesores, algunas canciones de este álbum aparecieron en videojuegos. «Sleeping Giant» se añadió a la lista de temas de Guitar Hero III: Legends of Rock, «Colony of Birchmen» se incluyó en Rock Band 2 y Saints Row 2, y «Divinations» apareció en Madden NFL 10 y Saints Row: The Third. Los miembros de la banda son aficionados a la serie de dibujos animados Aqua Teen Hunger Force y contribuyeron con la canción «Cut You Up with a Linoleum Knife» en el largometraje Aqua Teen Hunger Force Colon Movie Film for Theaters.

### Crack the Skye(2009-2010)

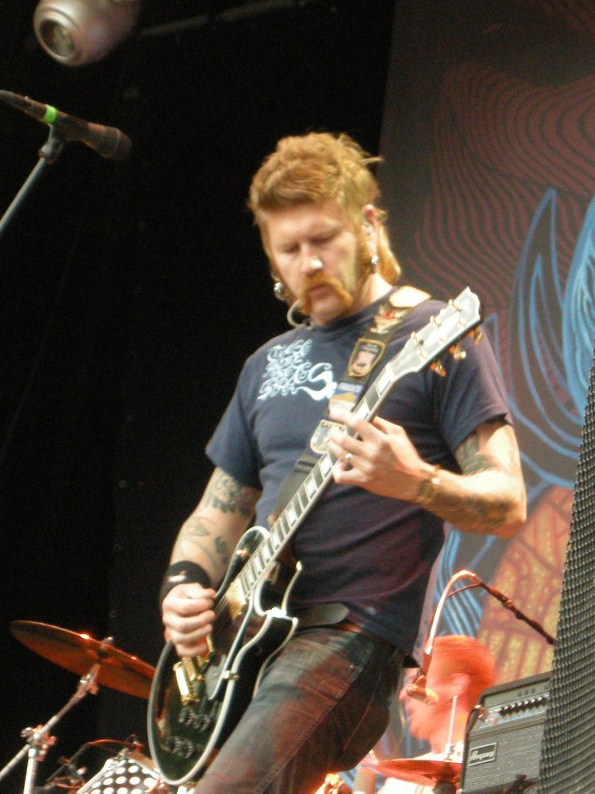
Bill Kelliher tocando en directo en Suecia, en 2009.

El cuarto álbum de Mastodon fue Crack the Skye, publicado el 24 de marzo de 2009 en versión normal y deluxe (esta última con los temas en versión instrumental) y alcanzó el puesto once del Billboard 200. Brendan O'Brien produjo el álbum y Scott Kelly de Neurosis colaboró en el tema que le da título. El batería Brann Dailor debutó como vocalista principal en «Oblivion». En una entrevista para MusicRadar, Dailor afirmó que el álbum trata sobre «experiencias extracorporales, así como en conceptos como el viaje astral, los agujeros de gusano de Stephen Hawking y el reino espiritual». La banda estrenó tres canciones del álbum en el Bonaroo Music Festival de 2008. El 15 de mayo la banda tocó «Oblivion» en el programa The Late Show With David Letterman.
Para promocionar el álbum, el grupo teloneó a Metallica en los últimos conciertos europeos de su gira World Magnetic Tour. Durante estos conciertos, el director de cine Jimmy Hayward se puso en contacto con los miembros de la banda y les dijo que su trabajo anterior sirvió como inspiración para escribir un guion. Hayward, además les propuso la grabación de la banda sonora de la película Jonah Hex, en la que trabajaba. El grupo aceptó y grabó temas instrumentales para la banda sonora, publicada el 29 de junio de 2010 con el nombre Jonah Hex: Revenge Gets Ugly EP.
En otoño, realizaron la gira Adult Swim Presents con Converge y High on Fire. El 17 de octubre grabaron su actuación en el Aragon Ballroom de Chicago, más tarde publicada en DVD. El 29 de octubre aparecieron en el programa Late Night with Jimmy Fallon donde interpretaron «Divinations». La semana siguiente se puso a la venta su segundo EP, Oblivion.
En septiembre de 2010 el grupo comenzó una nueva gira norteamericana junto a Alice In Chains y Deftones, bajo el nombre Blackdiamondskye, un acrónimo de los nombres de los últimos discos de las tres bandas (Black Gives Way to Blue, Diamond Eyes y Crack the Skye).
El 15 de marzo publicaron su primer álbum en directo, Live at the Aragon. Esta grabación contiene la interpretación completa de su último álbum, así como temas de sus anteriores trabajos.

### The Hunter(2011-2013)

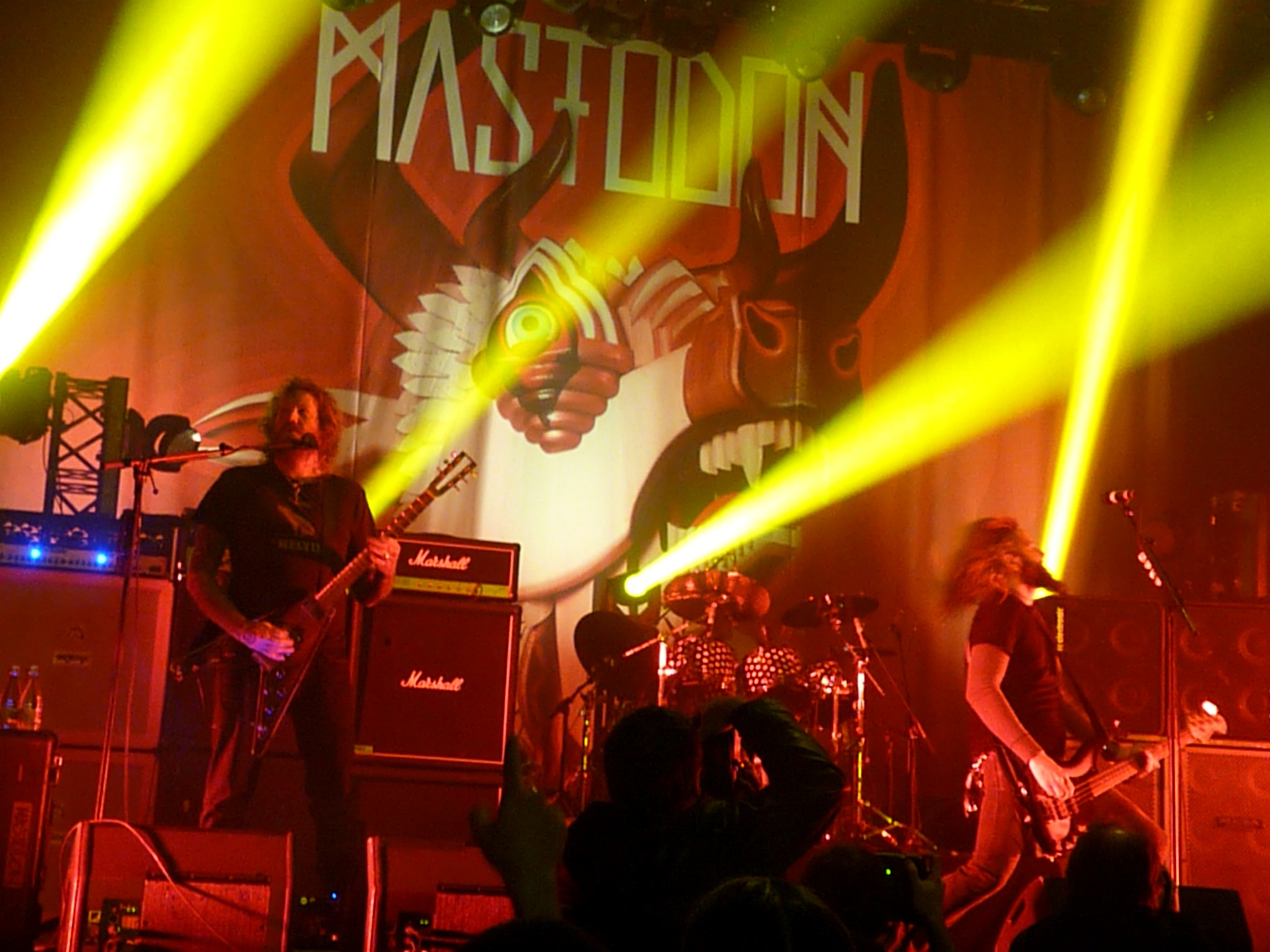
Mastodon actuando en Barcelona en enero de 2012 con la portada de The Hunter como telón de fondo.

Su quinto álbum de estudio fue The Hunter, grabado en los estudios Doppler en Atlanta bajo la producción de Mike Elizondo. En enero de 2011 la banda estrenó por Facebook algunos fragmentos de los temas del álbum. El 28 de junio Mastodon lanzó a través de Adult Swim el tema «Deathbound»; una canción no incluida en Crack the Skye.
La primera canción del álbum fue «Black Tongue», estrenada en julio de 2011 en la cuenta de Youtube de la banda, junto con un vídeo que muestra a AJ Fosik durante la creación la escultura de la portada del álbum. Al mes siguiente, la banda reveló la lista de canciones y estrenó otra canción, «Curl Of The Burl». También anunciaron la publicación de una edición limitada que contiene como pistas adicionales «The Ruiner» y «Deathbound», así como una portada diferente. El 6 de septiembre, Mastodon publicó la tercera canción del álbum, «Spectrelight», que cuenta con la colaboración de Scott Kelly como vocalista.
La banda publicó The Hunter el 27 de septiembre, recibió buenas reseñas por parte de la crítica y superó las posiciones en las listas de sus antecesores. En Estados Unidos alcanzó la décima posición y en Reino Unido, la decimonovena. El 5 de octubre Mastodon interpretó «Curl of the Burl» en el programa Late Show with David Letterman. En diciembre esta canción obtuvo una nominación al premio Grammy en la categoría de mejor interpretación de hard rock/metal.
Las revistas Kerrang! y Terrorizer eligieron el álbum como el mejor trabajo del año.
A finales de febrero, la banda realizó una serie de conciertos en Reino Unido con The Dillinger Escape Plan y Red Fang como teloneros. En abril, Mastodon hizo una gira norteamericana con la banda sueca Opeth, bajo el nombre Heritage Hunter Tour, referencia a sus últimos álbumes publicados (Heritage en el caso de Opeth).
El 12 de abril, con motivo del Record Store Day, Mastodon publicó dos nuevos trabajos: el primero un sencillo split con Feist que incluye la versión de Mastodon del tema de la cantautora «A Commotion», así como la canción de Mastodon «Black Tongue» interpretada por Feist. El otro trabajo fue un vinilo con la versión del tema «A Spoonful Weighs A Ton» de The Flaming Lips.
El 10 de diciembre de 2013 publican Live at Brixton, su segundo trabajo en directo.

### Once More 'Round the SunyEmperor of Sand(2014-presente)
El 24 de junio de 2014 publican Once More 'Round the Sun, su sexto álbum de estudio. Debuta en el puesto número 6 de la lista Billboard 200.
Tres años después, el 31 de marzo de 2017, la banda lanzó su nuevo disco Emperor of Sand en el que vuelven a temática conceptual de un álbum. El tema central en este caso es el de un emperador que cuenta la historia de un nómada del desierto que ha sido condenado a muerte, contando a través de él temas como la vida o la supervivencia, convirtiéndose en una especia de cuento metafórico inspirado por algunas enfermedades que recientemente habían azotado a los familiares de algunos miembros del grupo, el 28 de noviembre la banda consigue una nueva nominación a los Grammy con la canción Sultan's Curse que ganaría el 28 de enero, convirtiéndose en el primer Grammy de la banda.

### Salida deBrent Hinds(2025)
El 7 de marzo de 2025 revelaron la sorprendente noticia en las redes sociales, que "después de 25 años monumentales juntos, Mastodon y Brent Hinds han decidido mutuamente separarse".
Los miembros restantes Brann Dailor (batería), Bill Kelliher (guitarra) y Troy Sanders (bajo) no dieron más detalles sobre el motivo de la marcha de Hinds.

## Estilo musical y temática lírica

Dibujo de William Blake que incluye al Behemot y al Leviatán, criaturas bíblicas que han sido mencionadas en algunas letras de la banda.

### Estilo musical
Mastodon interpreta varios subgéneros de heavy metal, metal progresivo, metal alternativo, stoner rock, groove y post-metal. Su estilo ha evolucionado con el transcurrir de los años, desde su primer trabajo Remission, hasta su último lanzamiento Emperor of Sand. En sus dos primeros álbumes, la banda utilizó voces duras, incluso gritos; pero tras Blood Mountain el ablandamiento de sus voces se hizo más evidente. Sus cuatro primeros trabajos tratan sobre los elementos del fuego, el agua, la tierra y el aire, respectivamente.
Scott Kelly de Neurosis ha aparecido como vocalista invitado en todos los álbumes de Mastodon, a excepción de Remission.

### Temática lírica
Remission no trata sobre un tema en particular, sino que se basa libremente en el elemento del fuego. Canciones como «Crusher Destroyer», «Where Strides the Behemoth» y «Ol'e Nessie» hablan sobre bestias míticas, prehistóricas o ficticias como el Behemot, el Tyrannosaurus rex y el monstruo del lago Ness.
Leviathan abarca la novela Moby-Dick de Herman Melville, en especial, los personajes principales y sus pensamientos a lo largo de la novela.
Las letras de Blood Mountain tratan sobre un hombre que intenta buscar la «calavera de cristal», que se encuentra en la cima de la «montaña sangrienta».
Crack the Skye detalla diferentes temas. El título es un homenaje a Skye, la hermana pequeña del batería Brann Dailor, que se suicidó a los catorce años. Las letras del álbum se centran en el viaje astral, experiencias extracorporales, e incluso en Rasputín y los zares rusos.
The Hunter, al igual que su anterior trabajo, no trata sobre un tema en concreto, aunque está basado en el antiguo elemento chino de la madera. Las canciones «Dry Bone Valley» y «Octopus Has No Friends» contienen letras que tratan sobre esta temática. El nombre del álbum es un tributo al hermano mayor del guitarrista Brent Hinds, Brad, que falleció de un ataque al corazón el 4 de diciembre de 2010 mientras estaba cazando.

## Miembros

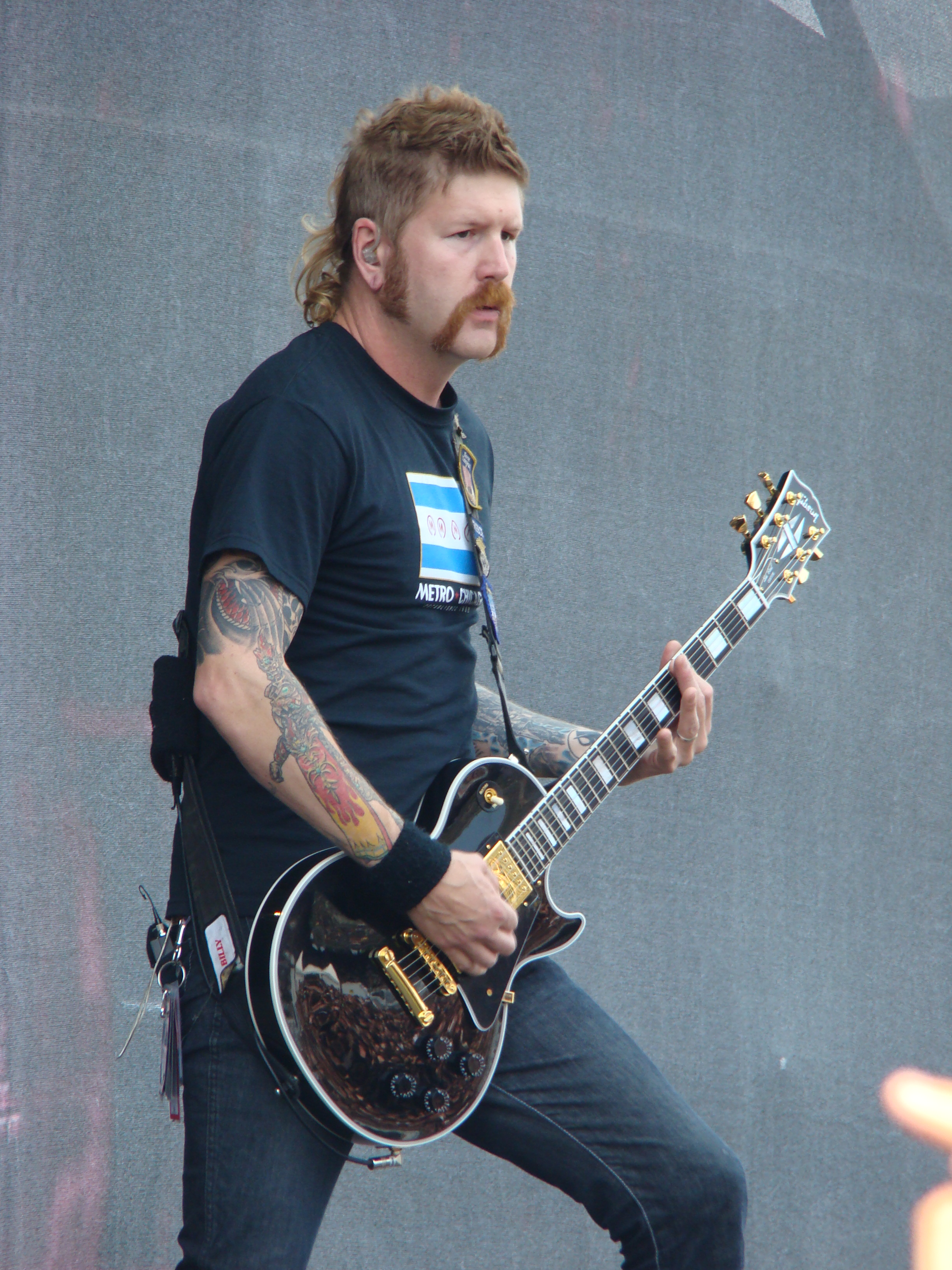
Bill Kelliher Guitarra y voz
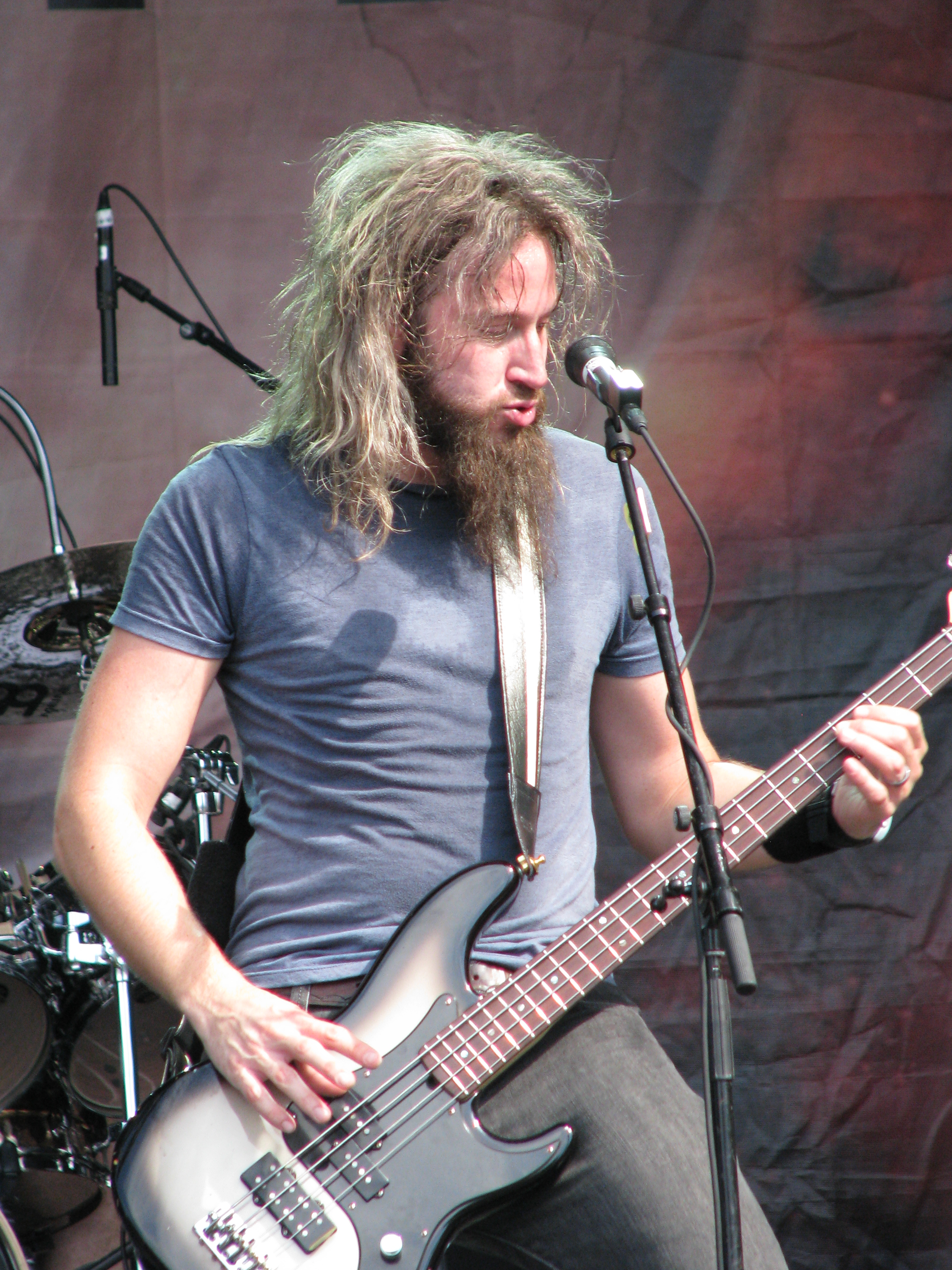
Troy Sanders Bajo y voz
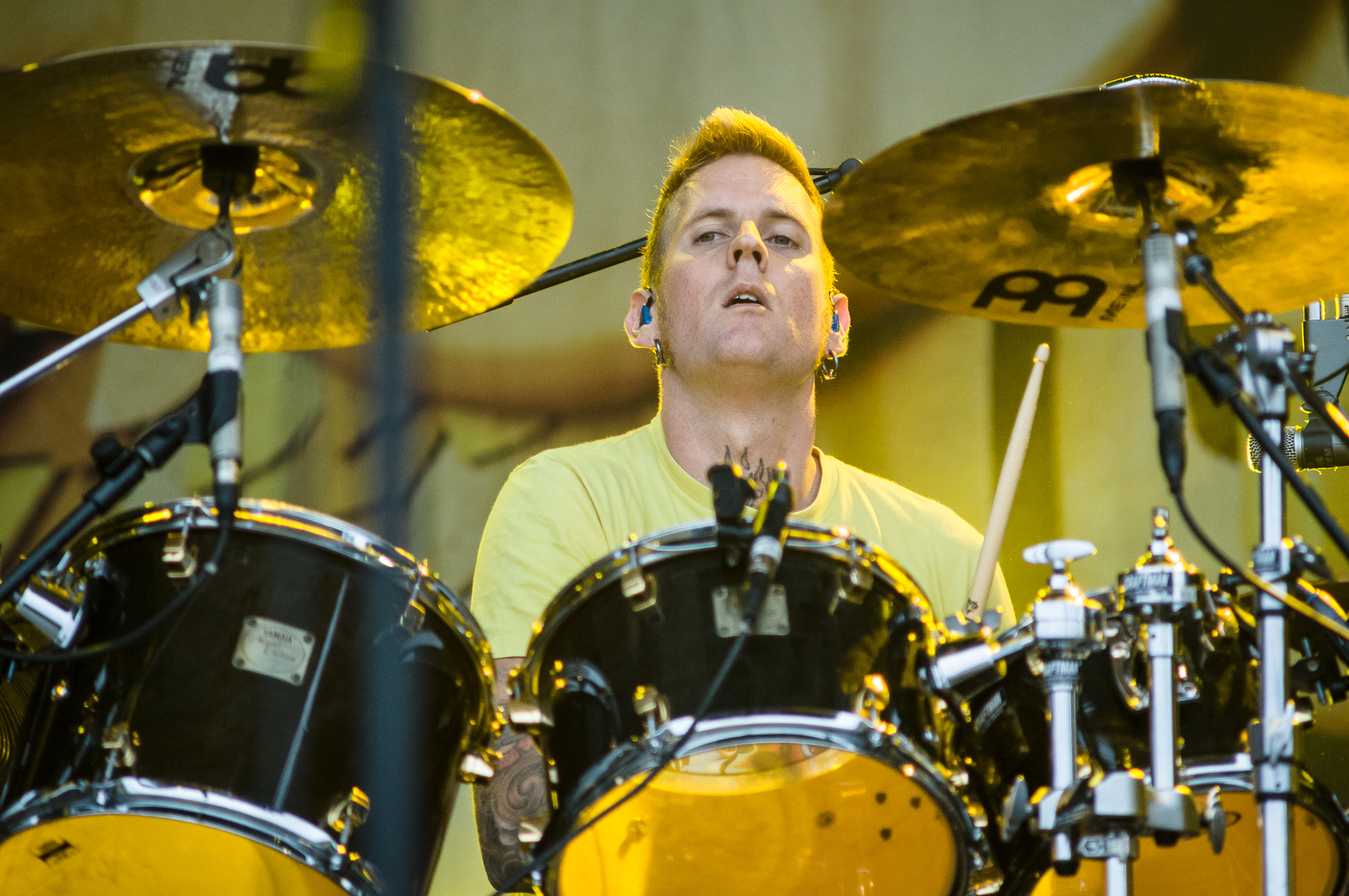
Brann Dailor Batería y voz

- Eric Saner - voz (1999-2000)
- Brent Hinds - Guitarra y voz (1999-2025)[81]

## Discografía
- 2002: Remission
- 2004: Leviathan
- 2006: Blood Mountain
- 2009: Crack the Skye
- 2011: The Hunter
- 2014: Once More 'Round the Sun
- 2017: Emperor of Sand
- 2017: Cold Dark Place
- 2020: Medium Rarities
- 2021: Hushed and Grim

## Premios y nominaciones
Grammy
| Año  | Trabajo nominado     | Categoría                               | Resultado | Ref.   |
| ---- | -------------------- | --------------------------------------- | --------- | ------ |
| 2007 | «Colony of Birchmen» | Mejor interpretación de metal           | Nominado  | [ 34 ] |
| 2012 | «Curl of the Burl»   | Mejor interpretación de hard rock/metal | Nominado  | [ 72 ] |
| 2015 | «High Road»          | Mejor interpretación de metal           | Nominado  |        |
| 2018 | «Sultan´s Curse»     | Mejor interpretación de metal           | Ganador   |        |
| 2018 | Emperor Of Sand      | Mejor Álbum de'Rock'                    | Nominado  |        |

Metal Hammer Golden Gods
| Año  | Trabajo nominado            | Categoría                 | Resultado | Ref.   |
| ---- | --------------------------- | ------------------------- | --------- | ------ |
| 2005 | Mastodon                    | Mejor banda en directo    | Nominado  | [ 91 ] |
| 2005 | Mastodon                    | Mejor banda underground   | Ganador   | [ 92 ] |
| 2006 | Mastodon                    | Mejor banda internacional | Nominado  | [ 93 ] |
| 2007 | Blood Mountain              | Álbum del año             | Nominado  | [ 94 ] |
| 2007 | Bill Kelliher y Brent Hinds | Shredder (s)              | Ganador   | [ 95 ] |
| 2010 | Brann Dailor                | Mejor batería             | Nominado  | [ 96 ] |
| 2012 | The Hunter                  | Álbum del año             | Ganador   | [ 97 ] |

Revolver Golden Gods
| Año  | Trabajo nominado | Categoría     | Resultado | Ref.   |
| ---- | ---------------- | ------------- | --------- | ------ |
| 2010 | Brann Dailor     | Mejor batería | Nominado  | [ 98 ] |
| 2012 | Brann Dailor     | Mejor batería | Nominado  | [ 99 ] |